# Округ Вејн (Пенсилванија)
Округ Вејн (енгл. Wayne County) је округ у америчкој савезној држави Пенсилванија.

## Демографија
По попису из 2010. године број становника је 52.822, што је 5.1 (10,7%) становника више него 2000. године.
| Група             | 2000.          | 2010.          |
| Белци             | 45.647 (95,7%) | 48.590 (92,0%) |
| Афроамериканци    | 757 (1,6%)     | 1.644 (3,1%)   |
| Азијати           | 182 (0,4%)     | 255 (0,5%)     |
| Хиспаноамериканци | 811 (1,7%)     | 1.816 (3,4%)   |
| Укупно            | 47.722         | 52.822         |